# 七仙羽

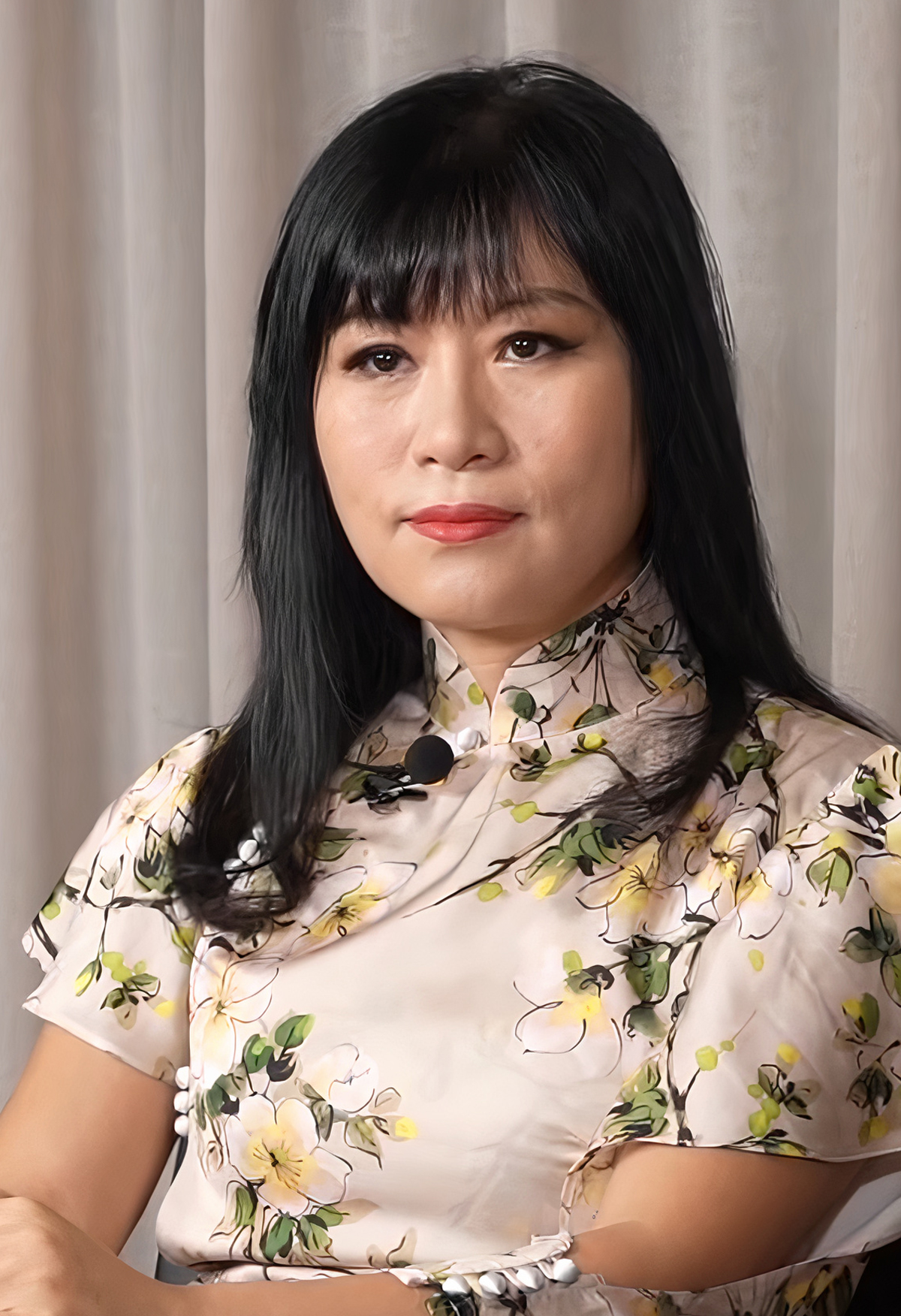
2021年撮影。

七 仙羽（しち せんう、チー・シャンユ、拼音：Qī Xiān yǔ）、ないし、英語名のマスター・セブン (Master Seven)、ドルマ・タラ (Dolma Tara) などとして知られ、七 師傅（しち しふ：「師傅」は「先生」、「教師」の意）とも称される趙 玲（しょう れい、ツァオ・リン、拼音：Zhào Líng、1968年8月8日 - ）は、香港の風水師、芸能人。ただし、この名についても仮名に過ぎないとしている。ViuTVのテレビ番組への出演により視聴者によく知られており、「ちょっとしょっぱい（半鹹淡）」広東語と「先生はあなたを愛していますよ（師傅愛你）」というキャッチフレーズが特徴である。
2004年、七仙羽は浩琳（こうりん、ハオリン）という筆名で、自伝的な官能小説『侵犯. 回憶』を出版し、養父に犯された経緯をエロティックな文章で綴った。同年、浩琳は、支援団体「風雨蘭」による家庭内性暴力被害者のためのワークショップに出席し、当事者として自分のつらい経験を共有し、その場にいたすべての被害者を励まし、その場面は感動的であったという。

## 発言とその影響
2024年の末に、七仙羽は「地震が起こるので25年4、5月は日本に行くべきではない」と述べ、香港では日本旅行をキャンセルする者が相次いだ。その後、「2025年7月の大災難」が話題となると「日本では4、5月に地震が起きたので7月は起こらないだろう」とも発言した。